# Carex rhynchoperigynium
Carex rhynchoperigynium là một loài thực vật có hoa trong họ Cói. Loài này được S.D.Jones & Reznicek mô tả khoa học đầu tiên năm 1992.